# Eusandalum merceti
Eusandalum merceti är en stekelart som först beskrevs av Bolivar y Pieltain 1926.  Eusandalum merceti ingår i släktet Eusandalum och familjen hoppglanssteklar. Inga underarter finns listade i Catalogue of Life.